# Санчес, Алекс
А́лекс Са́нчес (англ. Alex Sánchez; род. 23 апреля 1957, Мехико, Мексика) — американский писатель мексиканского происхождения, автор книг для детей и юношества. Лауреат многочисленных литературных премий, в том числе литературной премии «Лямбда» за 2004 год в номинации «Лучшая книга для подростков и юношества».

## Биография

### Личная жизнь
Родился 23 апреля 1957 года в Мехико, у родителей немецкого и кубинского происхождения. В 1962 году, вместе с семьёй, эмигрировал в США. Алекс Санчес — открытый гомосексуал. В детстве страдал от внутренней гомофобии, боялся, что сверстники узнают о его гомосексуальности и станут издеваться над ним также, как они издевались в школе над другими детьми, чья гомосексуальная ориентация была предана огласке.
В 1978 году с отличием окончил Политехнический университет Виргинии и отправился в Голливуд, рассчитывая пробиться в киноиндустрию. Несколько лет работал театральным помощником, киномехаником, ассистентом телевизионного производства, экскурсоводом на студии и читателем сценариев.
Последнее занятие привело его к увлечению литературой, но он не решался, так, как помнил опыт гомофобной реакции на его рассказ (в нём присутствовала гомосексуальная тематика) со стороны преподавателя в колледже. Получил степень магистра в области руководства и консультирования и много лет проработал в сфере консультирования по вопросам семьи и молодежи, пока, наконец, не преодолел внутреннюю гомофобию и не решился написать свою первую книгу.

### Творческая деятельность
В книгах Санчеса исследуются темы любви, дружбы, взросления и ЛГБТ среди молодёжи. Его первый роман «Радужные мальчики» (2001) был объявлен Американской библиотечной ассоциацией «Лучшей книгой для юношества». Остальные части трилогии — «Радужная высота» (2003) и «Радужная дорога» (2005), описывают взросление и достижение совершеннолетия трёх гомосексуальных и бисексуальных подростков. Оба романа были отмечены как «Книги для подросткового возраста» в Нью-Йоркской публичной библиотеке.
Роман Санчеса «Так сложно сказать» (2004) о группе тринадцатилетних подростков получил литературную премию Лямбда в номинации «Лучшая книга для детей и юношества». «Получить это» (2006) был удостоен премии Майерса в номинации «Лучшая книга, посвящённая правам человека», а также вторую Латиноамериканскую книжную премию за лучшую художественную литературу для взрослых на английском языке.
Повествование в книге «Божия коробка» (2007) фокусируется на конфликте и дружбе между двумя подростками-христианами, один из которых открытый гомосексуал, а другой борется за то, чтобы принять сексуальность друга. Роман «Приманка» (2009) о подростке, борющемся с секретами своего прошлого, получил золотую медаль Флоридской книжной премии в 2009 году и мексиканско-американскую премию Томаса Риверы в 2011 году. В книге «Друзья и подружки» (2011) писатель поднимает тему бисексуальности в подростковом возрасте. В мае 2011 года Литературный фонд Лямбда присудил Санчесу премию выдающихся писателей среднего звена.

### Выступления против
Хотя книги Санчеса имеются во многих школьных и публичных библиотеках США и Канады, писатель столкнулся с попытками со стороны некоторых граждан запретить их. Одним из противников творчества Санчеса стала Линда П. Харви из религиозной организации «Миссия Америка» в городе Колумбус в штате Огайо, выступившая с требованием запретить его книгу «Радужные мальчики» для чтения несовершеннолетним гражданам. В 2005 году с этим же требованием выступили жители города Оуэн в штате Висконсин, но в конечном итоге книга была оставлена в библиотеках младшей и старшей средней школ, хотя и было предложено провести проверку романа на соответствие нормам, предъявляемым к книгам для несовершеннолетних. То же самое требование было выдвинуто жителями округа Монтгомери в штате Техас в отношении присутствия книги в Мемориальной библиотечной системе округа.
В 2006 году Центральный школьный округ Нью-Йорка исключил «Радужных мальчиков» из летнего списка чтения. После многочисленных протестов со стороны учащихся, родителей, библиотекарей и членов общества книга была помещена в список летних книг 2007 года. В Канаде в 2008 году руководитель школ в округе Шарлотт в провинции Нью-Брансуик отменил встречу Санчеса с учениками старших школ «после того, как несколько родителей возразили против этого». Однако, услышав выступление Санчеса на презентации, он сказал, что порекомендует ему выступить в роли спикера. Руководитель школ буквально сказал: «О, безусловно. Определенно. Теперь, когда я его услышал, он замечательный. Но мне нужно было услышать эту речь».

## Сочинения
- «Друзья и подружки» (англ. Boyfriends with Girlfriends, 2011);
- «Приманка» (англ. Bait, 2009);
- «Божья коробка» (англ. The God Box, 2007);
- «Получить это» (англ. Getting It, 2006);
- «Радужная дорога» (англ. Rainbow Road, 2005);
- «Так сложно сказать» (англ. So Hard to Say, 2004);
- «Радужная высота» (англ. Rainbow High, 2003);
- «Радужные мальчики» (англ. Rainbow Boys, 2001).